# Михалкова Ганна Микитівна
Ганна Микитівна Михалкова (рос. Анна Никитична Михалкова; нар. 14 травня 1974, Москва, РРСФР, СРСР) — російська акторка кіно та телебачення, продюсерка, телеведуча.

## Життєпис
Народилася 14 травня 1974 року в Москві в родині Тетяни та Микити Михалкових.
Після закінчення школи вивчала історії мистецтв — рік у Швейцарії та рік в Італії. Закінчила Всеросійський державний інститут кінематографії, курс Анатолія Ромашина. 
Після закінчення ВДІКу вступила на юридичний факультет Московського державного інституту міжнародних відносин.
Кінодебют на великому екрані відбувся у 1987 році, коли вона виконала епізодичну роль дівчинки у фільмі свого батька «Очі чорні».
З березня 2002 року веде дитячу передачу «На добраніч, малюки».

## Особисте життя
Одружена з підприємцем Альбертом Баковим (нар. 1962). У подружжя троє дітей: Андрій (нар. 2000), Сергій (нар. 2001), Лідія (нар. 2013).

## Фільмографія
| Рік  |     | Українська назва                 | Оригінальна назва               | Роль                                                                  |
| ---- | --- | -------------------------------- | ------------------------------- | --------------------------------------------------------------------- |
| 2018 | ф   | Програне місце                   | Проигранное место               | Марія                                                                 |
| 2018 | с   | Звичайна жінка                   | Обычная женщина                 | Марина Лаврова                                                        |
| 2018 | ф   | Селфі                            | Селфи                           | Віка                                                                  |
| 2018 | ф   | Історія одного призначення       | История одного назначения       | Ганна Іванівна, вчителька, «нігілістка»                               |
| 2018 | с   | Годунов                          | Годунов                         | Ірина Годунова, сестра Бориса Годунова, дружина царя Федора Івановича |
| 2018 | ф   | Заповідник                       | Заповедник                      | Галина                                                                |
| 2017 | с   | Червоні браслети                 | Красные браслеты                | Ганна Марківна завідувачка відділенням хірургії                       |
| 2017 | с   | Доктор Ріхтер                    | Доктор Рихтер                   | Єлизавета Никольська, головний лікар                                  |
| 2017 | с   | Частка всесвіту                  | Частица вселенной               | Лариса Яшина                                                          |
| 2017 | ф   | Про кохання. Тільки для дорослих | Про любовь. Только для взрослых | Віра                                                                  |
| 2017 | ф   | Мішок без дна                    | Мешок без дна                   | жінка у будинку князя                                                 |
| 2016 | ф   | Криголам                         | Ледокол                         | Галина Севченко                                                       |
| 2016 | с   | П'яна фірма                      | Пьяная фирма                    | Сабіна                                                                |
| 2016 | ф   | Лікар                            | Врач                            | Галина                                                                |
| 2014 | с   | Небесний суд. Продовження        | Небесный суд. Продолжение       | Люція Аркадіївна, стоматолог                                          |
| 2013 | кф  | Кохання з акцентом               | Любовь с акцентом               | Хельга, співробітниця вільнюського телебачення                        |
| 2013 | с   | Зозуленька                       | Кукушечка                       | Раїса Грошіна                                                         |
| 2012 | с   | Життя і доля                     | Жизнь и судьба                  | Марія Іванівна Соколова                                               |
| 2012 | с   | Після школи                      | После школы                     | Олена Золотиста, дружина фізрука                                      |
| 2012 | ф   | Поки ніч не розлучить            | Пока ночь не разлучит           | відвідувачка ресторану                                                |
| 2012 | ф   | Кококо                           | Кококо                          | Ліза Воронцова, працівниця музею                                      |
| 2011 | с   | Небесний суд                     | Небесный суд                    | Люція Аркадіївна, стоматолог                                          |
| 2011 | ф   | Бедуїн                           | Бедуин                          | Зіна, провідниця                                                      |
| 2011 | ф   | Мій тато Баришніков              | Мой папа Барышников             | Лариса, мати Бориса Фішкіна                                           |
| 2011 | ф   | Два дні                          | Два дня                         | камео                                                                 |
| 2011 | ф   | Распутін                         | Распутин                        | Ганна Вирубова, фрейліна                                              |
| 2011 | ф   | ПіраМММіда                       | ПираМММида                      | дружина Мамонтова                                                     |
| 2011 | ф   | Стомлені сонцем 2: Цитадель      | Утомлённые солнцем 2: Цитадель  | Нюра, селянка                                                         |
| 2010 | ф   | Донька якудзи                    | Дочь якудзы                     | Наречена                                                              |
| 2010 | ф   | Без чоловіків                    | Без мужчин                      | коханка Стасика                                                       |
| 2009 | с   | Нишпорка Путілін                 | Сыщик Путилин                   | Ніна Куколєва                                                         |
| 2009 | ф   | Божевільна допомога              | Сумасшедшая помощь              | дочка                                                                 |
| 2008 | ф   | Живи та пам'ятай                 | Живи и помни                    | Надька                                                                |
| 2008 | ф   | Залюднений Острів                | Обитаемый остров                | Орді Тадер                                                            |
| 2006 | ф   | Криголам                         | Ледокол                         | Галина Севченко                                                       |
| 2006 | ф   | Зв'язок                          | Связь                           | Ніна                                                                  |
| 2006 | ф   | Зображуючи жертву                | Изображая жертву                | Люда, молодший лейтенант                                              |
| 2006 | с   | Дев'ять місяців                  | Девять месяцев                  | Аня                                                                   |
| 2006 | с   | Вбивча сила-6                    | Убойная сила-6                  | Даша                                                                  |
| 2004 | ф   | Свої                             | Свои                            | Катерина                                                              |
| 1999 | ф   | Небо в алмазах                   | Небо в алмазах                  | Зіна                                                                  |
| 1998 | ф   | Сибірський цирульник             | Сибирский цирюльник             | Дуняша                                                                |
| 1996 | ф   | Ревізор                          | Ревизор                         | Марія Антонівна Сквозник-Дмухановська                                 |
| 1995 | ф   | Перше кохання                    | Первая любовь                   | Зінаїда                                                               |
| 1993 | док | Ганна: від 6 до 18               | Анна: от 6 до 18                | камео                                                                 |
| 1987 | ф   | Очі чорні                        | Очи чёрные                      | епізодична роль                                                       |

## Премії
- 2006 — «Золотий орел», найкраща жіноча роль у кіно (фільм «Зв'язок»)
- 2007 — «Білий слон» Гільдії кінознавців та кінокритиків Росії, найкраща жіноча роль другого плану (фільм «Зображуючи жертву»)
- 2008 — «Білий слон» Гільдії кінознавців та кінокритиків Росії, найкраща жіноча роль другого плану (фільм «Живи та пам'ятай»)
- 2009 — «Ніка», найкраща жіноча роль другого плану (фільм «Живи та пам'ятай»)
- 2009 — «Білий слон» Гільдії кінознавців та кінокритиків Росії, найкраща жіноча роль другого плану (фільм «Божевільна допомога»)
- 2012 — «Кінотавр», найкраща жіноча роль (фільм «Кокок», спільно з Яною Троян)
- 2012 — Фестиваль російського кіно в Онфлер, найкраща жіноча роль (фільм «Кококо»)
- 2013 — «Золотий орел», найкраща жіноча роль у кіно (фільм «Кохання з акцентом»)
- 2018 — «Series Mania» (Лілль), найкраща жіноча роль (телесеріал «Звичайна жінка»)
- 2019 — «Золотий орел», найкраща жіноча роль на телебаченні (телесеріал «Звичайна жінка»)